# Libor Brom
Libor Brom (17. prosinec 1923 – 30. srpna 2006) byl vysokoškolský pedagog českého původu, který působil ve Spojených státech amerických, a představitel českého exilu.
Libor Brom pocházel z Ostravska a vystudoval Vysokou školu obchodní. Po únoru 48 emigroval do Spojených států amerických, kde pokračoval ve svém vzdělávání na San Francisco State University a University of Colorado. Po dokončení studií začal působit v oblasti práva a mezinárodního obchodu a vyučoval na jako vysokoškolský profesor na University of Denver.
Byl aktivním v českých exilových organizacích a vyjadřoval se kriticky k dění v Československu v době komunistického režimu i v Československu a České republice po Sametové revoluci.

## Dílo
- Ve vichřicích hněvu, 1976
- K obnově mravního pořádku, 1980
- Na cestu světla, 1982
- Učitel národů a naše časy, 1982
- Útokem, 1983
- Mezi proudy, 1985
- Vlast po 50 letech okupace nacizmem a komunizmem, 1992